# Вільдпаркштадіон
«Вільдпаркштадіон» (нім. Wildparkstadion) — футбольний стадіон у Карлсруе, Німеччина, домашня арена футбольного клубу «Карлсруе».
Стадіон побудований у 1955 році, з цього ж року приймає матчі. У 1957, 1968, 1978, 1986, 1993 роках був відремонтований та реконструйований.
Назва стадіону походить від колишнього Парку оленів, на території якого він і розташований.